# (17685) 1997 AJ19
(17685) 1997 AJ19 est un astéroïde de la ceinture principale découvert en 1997.

## Description
(17685) 1997 AJ19 a été découvert le 13 janvier 1997 à l'observatoire de Nanyo, à Yamagata (Japon), par Tomimaru Okuni.

### Caractéristiques orbitales
L'orbite de cet astéroïde est caractérisée par un demi-grand axe de 2,80 UA, un périhélie de 2,68 UA, une excentricité de 0,04 et une inclinaison de 1,93° par rapport à l'écliptique. Du fait de ces caractéristiques, à savoir un demi-grand axe compris entre 2 et 3,2 UA et un périhélie supérieur à 1,666 UA, il est classé, selon la JPL Small-Body Database, comme objet de la ceinture principale.

### Caractéristiques physiques
(17685) 1997 AJ19 a une magnitude absolue (H) de 14,1 et un albédo estimé à 0,319.